# Relazioni bilaterali tra Filippine e Vietnam
Dalla fine della Guerra Fredda, le relazioni bilaterali tra la Repubblica delle Filippine e la Repubblica Socialista del Vietnam sono cambiate. 
La Repubblica Socialista del Vietnam è spesso vista come unica forza militare alleata della Repubblica delle Filippine.

## Origine
Le relazioni internazionali tra i due paesi iniziarono secoli fa, infatti ci sono testimonianze di attività di commercio marittimo intraprese dagli abitanti di entrambi i paesi, prima dell’arrivo degli Europei. Navi provenienti da Luzon, l’isola più grande delle Filippine, approdarono nel porto del Golfo del Tonchino, in Vietnam, per commerciare. Le relazioni commerciali marittime tra i due paesi si interruppero nel momento in cui nel XVI secolo gli spagnoli conquistarono le Filippine e quando i francesi conquistarono il Vietnam nel 19 secolo.
Il popolo Cham, emigrato tra il 10 e 13 secolo nella provincia di Sulu, prese il nome di Orang Dampuan. A causa dell’invidia della popolazione nativa della provincia di Sulu, i Buranun, alcuni Orang Dampuan vennero uccisi e lo stesso poi accadde per i Buranun stessi. Il commercio tra i due popoli riprese poi con armonia.
Il riconoscimento del Vietnam del Sud avvenne soltanto nel luglio del 1955, quando il Presidente delle Filippine, Ramon Magsaysay, riconobbe il sud del paese senza il consenso del Senato, in quanto non necessario.
Durante la guerra del Vietnam, molti medici filippini si recarono nel paese per prestare aiuti umanitari grazie all’approvazione del Presidente delle Filippine nel 1954. Questi aiuti vennero denominati ‘’Operation Brotherhood’’, ovvero ‘’Operazione Fratellanza’’, la quale ricevette supporto internazionale per fare in modo che si raggiungessero gli obiettivi stabiliti per aiutare i rifugiati vietnamiti. 
Durante il mandato del Presidente Diosdado Macapagal, la città di Manila inviò aiuti tecnici alla città di Saigon. Le Filippine affermarono inoltre che se necessario si sarebbero unite alla lotta contro il comunismo al fianco degli Stati Uniti d’America.
Nel giugno del 1964, il Vietnam del Sud chiese alle Filippine aiuto contro gli avversari del Nord e il Generale maggiore Nguyễn Khánh chiese aiuto direttamente al presidente Macapagal. Il 14 Aprile del 1965, il Primo Ministro Phan Huy Quát inviò una lettera al presidente delle Filippine e affermò che il Vietnam del Sud aveva disperatamente bisogno di aiuti militari. Nella stessa lettera, il Primo Ministro Phan Huy Quát sottolineò come sperava di vedere presto almeno 2.000 soldati filippini in aiuto. Il Presidente Macapagal chiese così al Congresso delle Filippine di approvare la richiesta del Sud del Vietnam. 
Il successore di Macapagal, ovvero Ferdinand Marcos, aiutò con una seconda ondata di aiuti il Sud del Vietnam dopo aver ottenuto il 14 luglio del 1966 l’approvazione ad agire dal Congresso, attraverso l’atto n.4664. 
Nel Vertice dell’ottobre del 1966, svoltosi a Manila e in cui parteciparono anche le Filippine, sette membri si accordarono per aiutare il sud del Vietnam nella guerra contro il Nord comunista. Essendo il Sud Vietnam membro delle Nazioni unite, la Carta delle Nazioni Unite, volta ad assicurare la pace e la sicurezza internazionale fu applicata al caso specifico. 
L’ambasciata delle Filippine nella città di Saigon pose fine alle operazioni il 29 aprile del 1975.

## Le relazioni durante la Guerra Fredda
Già prima della caduta di Saigon, le Filippine erano pronte a stabilire relazioni con il Vietnam del Nord. Il Presidente Marcos autorizzò sua moglie, la First Lady Imelda Marcos, ad avere contatti diretti con il Nord durante le sue visite ufficiali nei paesi del Medio Oriente, nei primi mesi del 1975. La conquista della Cambogia da parte dei Comunisti e la sconfitta delle forze Vietnamite del sud portò la città di Manila a stabilire delle relazioni con la città di Hanoi. Questo non fu affatto una sorpresa, in quanto era la politica estera che Marcos aveva già in mente di attuare, ovvero voleva rafforzare i legami con gli stati socialisti per allargare i legami economici e commerciali. 
Il 9 luglio del 1976, il Ministro degli Esteri del Vietnam Phan Hien arrivò a Manila per formalizzare le relazioni tra i due paesi. Il 12 giugno, 1976, furono finalmente stabiliti gli accordi con le Filippine, che fu il quarto paese dell’ASEAN a stabilire delle relazioni con la Repubblica Socialista del Vietnam, dopo la Malesia, l’Indonesia e Singapore. Le ambasciate delle Filippine e del Vietnam vennero istituite nel 1978. A mettere alla prova la relazione tra i due paesi fu il rimpatrio di 14 famiglie filippine e 10 famiglie vietnamite rimaste nella città di Ho Chì Minh, i tentativi di cittadini vietnamiti di entrare nelle Filippine affermando di essere membri di famiglie filippine e infine il coinvolgimento di filippini nel mercato nero. Questi problemi ostacolarono le relazioni tra i due paesi fino agli anni ’80 del 1900.

## Le relazioni dopo la Guerra Fredda
Nonostante durante la Guerra Fredda il Vietnam fosse alleato con l’Unione Sovietica e le Filippine fossero alleate con gli Stati Uniti d’America, le relazioni bilaterali tra i due paesi rimasero buone. Il 26 ottobre del 2011, il Presidente del Vietnam Truon Tan Sang incontrò in occasione di una visita di stato la controparte filippina, il Presidente Benigno Aquino III. I due paesi firmarono accordi riguardanti la guardia costiera navale e il turismo, facenti parte del piano di azione tra Filippine e Vietnam (2011-2016). Fu inoltre attuato un Memorandum d’intesa tra la marina militare delle Filippine e del Vietnam.
Nonostante i Vietnamiti furono vittime del tifone Haivan, continuarono ad aiutare le Filippine dopo il disastro naturale attraverso la Croce Rossa del Vietnam.

## La disputa per le isole del Mar Cinese Meridionale
Le Filippine e il Vietnam discussero per le Isole Spratly, ma in realtà nella disputa furono inclusi anche lo stato del Brunei, la Cina, la Malesia e Taiwan. Sia le Filippine che il Vietnam non erano d’accordo con la linea di demarcazione (nine-dash map) che la Cina usava per giustificare le sue pretese nel Mar Cinese Meridionale. 
Nel dicembre 2015 si creò una disputa che partì da proteste del Vietnam, nel momento in cui dei pirati facenti parti dei Corsari Mori (filippini musulmani) uccisero un pescatore vietnamita nel Sud della Cina. 
Nel 2016, dopo una battaglia legale, la Corte di Giustizia delle Nazioni Uniti con sede all’Aia (Paesi Bassi), giudicò a favore delle Filippine nella disputa per il Mar Cinese Meridionale, rigettando ogni pretesa della Cina. Tuttavia, la Cina, andando contro la sentenza della Corte di Giustizia, continuò a inviare navi militari nel Mar Cinese Meridionale, sostituendo le barriere coralline con isole artificiali che ospitano basi militari e lanciamissili. Il Vietnam appoggiò le Filippine nella disputa sopracitata con la Cina.
Nell’agosto 2017, il Vietnam fece pressione per far sì che la Cina ricevesse sanzioni per le azioni nel Mar Cinese Meridionale. Le Filippine, che in passato sostennero il Vietnam nella disputa contro la Cina, sotto la presidenza di Rodrigo Duterte, in carica dal 2016 hanno scelto di non fare mosse azzardate e la sua amministrazione ha accettato i prestiti promessi, che hanno creato proteste nelle varie aree metropolitane delle Filippine. 
Molti considerano questa serie di eventi come un deterioramento delle relazioni internazionali tra le Filippine e il Vietnam.